# Coalición (teoría de juegos)
En teoría de juegos, más específicamente en juegos cooperativos, una coalición es un grupo de jugadores que puede tomar decisiones conjuntas para favorecerse entre todos como sistema en un juego en particular.
Formalmente, dado un conjunto de N jugadores, una coalición es cualquier S ⊆ N. Se llama gran coalición a la coalición S=N, y coalición nula al conjunto vacío S=Ø.

## Coaliciones en juegos simples
Un juego simple se define como un juego cooperativo en que las coaliciones solo pueden asumir valores binarios, que representan una ganancia (en cuyo caso se denomina coalición ganadora) o bien una pérdida (coalición perdedora) absoluta. Además, los juegos simples cumplen con la propiedad de monotonía, por lo que cualquier superconjunto de una coalición ganadora será también una coalición ganadora, y cualquier subconjunto de una coalición perdedora será también perdedora.
Así, un juego simple se puede representar como un par (N,W), donde W⊆P(N) (con P(N) el conjunto potencia de N) es el conjunto de coaliciones ganadoras. Note que N∈W, y usualmente se asume que Ø∉W. La propiedad de monotonía se describe matemáticamente como: si S∈W y S⊆R⊆N, entonces R∈W.
Análogamente, un juego simple se puede representar también como un par (N,L), donde L=P(N)\W es el conjunto de coaliciones perdedoras. Note que W y L forman una partición sobre el conjunto P(N).
Además, debido a la propiedad de monotonía, un juego simple se puede representar como un par (N,Wm) o (N,LM), donde:
- Wm es el conjunto de coaliciones ganadoras minimales, es decir, aquellas coaliciones ganadoras tales que quitándoles cualquier jugador pasan a ser perdedoras.
- LM es el conjunto de coaliciones perdedoras minimales, es decir, aquellas coaliciones perdedoras tales que quitándoles cualquier jugador pasan a ser ganadoras.